# Alagoas (1867)

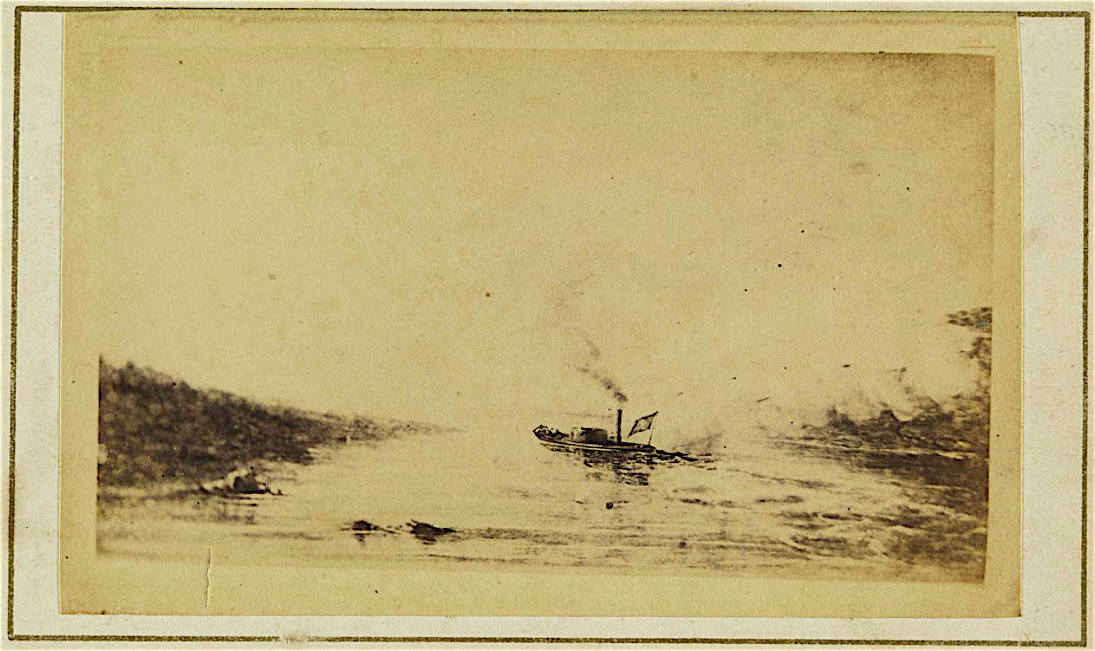
Прорив "Альгоаса" повз укріплення Умаїти, 1868 рік, автор фотографії невідомий, Архів Національної бібліотеки Бразилії

Alagoas — третій річковий монітор типу Пара, побудований для  ВМС Бразилії під час Війни Потрійного альянсу. "Алагоас" брав участь у прориві повз Умаїту у лютому  1868 року та надавав вогневу підтримку військам до завершення війни. Пізніше входив до складу Флотилії Верхнього Уругваю (порт. Alto Uruguai). "Алагоас"  переправили у Ріо-де-Жанейро в 1890-тих роках. Корабель брав участь у повстанні флоту 1893–94 р.р.. Його утилізували у 1900 році.

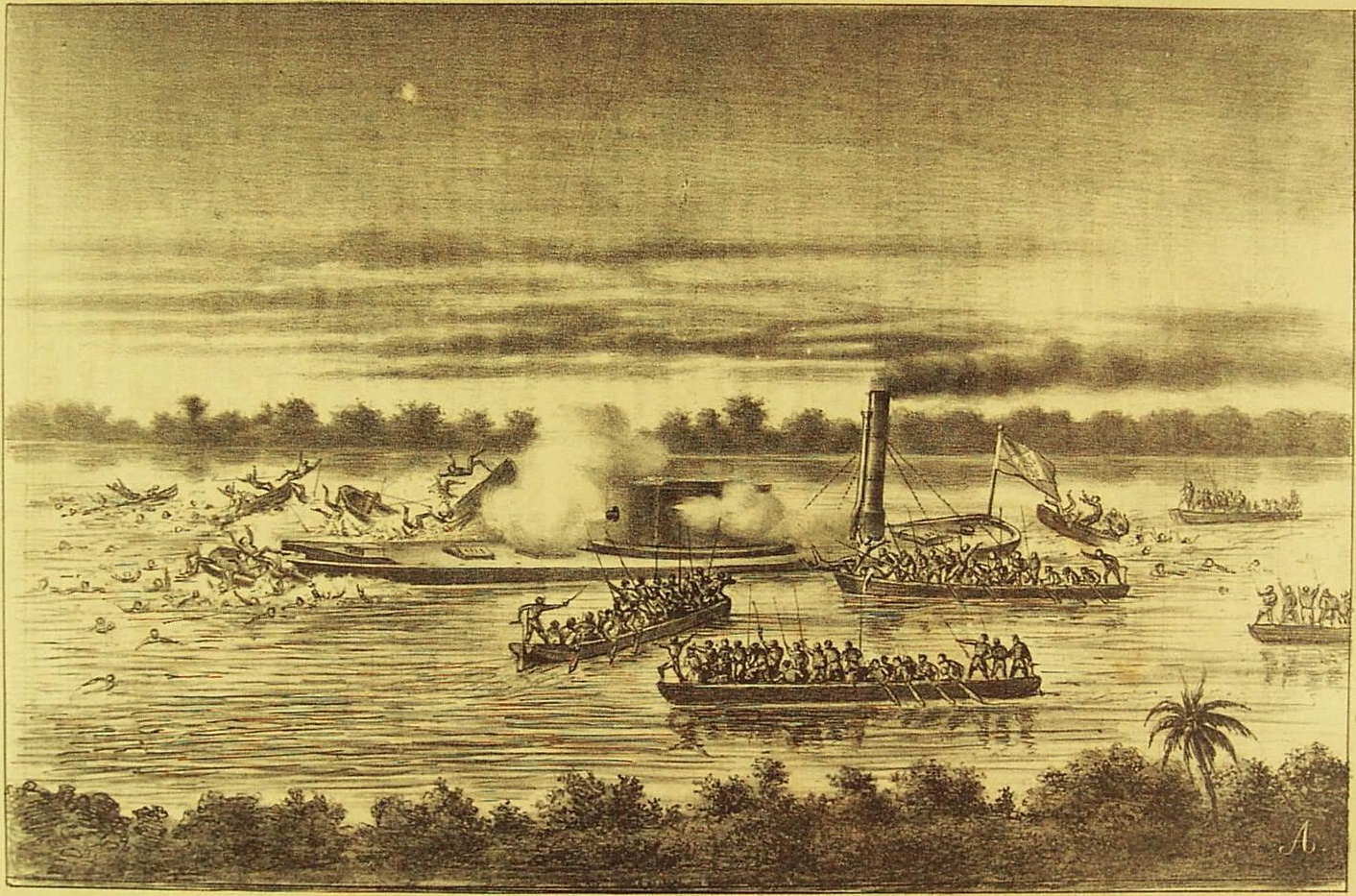
Парагвайські каное наближаються до "Алагоаса", поблизу батарей Тімбо.

## Служба
"Алагоас" був закладений в Арсеналі де Марінья да Корте в Ріо-де-Жанейро 8 грудня 1866 року під час Парагвайської війни, в якій Аргентина та Бразилія стали союзниками проти Парагваю. Він був спущений на воду 29 жовтня 1867 року, а завершений у листопаді 1867 року. "Алагоас" прибув на річку Парана в січні 1868 р.  
19 лютого 1868 року шість бразильських броненосців, включаючи Алагоас, пропливали повз фортецю Умаїту вночі. Алагоас та його два  однотипні кораблі, Ріо Гранде та Пара  були прив'язані до  більших броненосців на випадок, якщо парагвайські гармати пошкодять корабельні машини. Другою парою були Bahia з Алагоасом.  Канати, якими  Алагоас був прив'язаний до Bahia, були розірвані вибухами парагвайських снарядів, а монітор знесло нижче за течією, під батареї противника. Капітану "Алагоасу" було наказано не прориватися повз фортецю у денний час, але  він знехтував цим розпорядженням і успішно прорвався до решти ескадри вгору течією.  Втім "Алагоас", який зазнав більше 200 влучань, і "Пара" довелося викинутись на берег аби не затонути. "Алагоас" ремонтували в Сан-Хосе-ду-Серріто до середини березня. Супроводжуваний броненосцем Tamandaré "Алагоас" розпочав бомбардування і знищив парагвайську артилерійську батарею на Тімбо, вгору за течією від Humanitá, 23 березня. Монітор обстрілював ворожі артилерійські позиції, які захищали річку Тебікуарі в липні і знову в серпні. 
15 жовтня він  брав участь в обстрілі форту Ангостура, на південь від Асунсіону, разом з броненосним корветом "Бразіл", броненосцем "Сільвадо", та однотипними "Пара" і "Сеара". 
Після війни "Алагоас" зарахований до новоствореної флотилії Верхнього Уругваю в Ітакі.  У 1880-х роках корабельне озброєння було посилено парою 11 міліметрових кулеметів.  "Алагоас" був переведений до Ріо-де-Жанейро в 1890-х роках і приєднався до повсталих під час заколоту флоту 1893–94 р.р.. До цього моменту двигуни монітору  були зняті, і корабель довелося буксирувати, щоб обстріляти лояльні  уряду форти.  Корабель був утилізований у 1900 році. 